# الحركة الديمقراطية النيبالية
كانت الحركة الديمقراطية النيبالية اندماجًا لسلسلة من الحركات والمبادرات السياسية منذ القرن العشرين حتى عام 2008 نادت بإقامة الديمقراطية التمثيلية ونظام سياسي متعدد الأحزاب وإلغاء الملكية في نيبال. شهدت الحركة ثلاث حركات رئيسية، ثورة عام 1951 والثورة النيبالية لعام 1990 والثورة النيبالية لعام 2006 التي أطاحت في نهاية المطاف بملكية الشاه وحولت نيبال إلى جمهورية وأدخلت نظامًا ديمقراطيًا متعدد الأحزاب.
كانت بداية الحركة الوطنية من أجل الديمقراطية في نيبال مع الإطاحة براناس، العائلة الملكية النيبالية قديمة العهد، في أواسط القرن العشرين والتي تأثرت بالتطورات الإثنية والسياسية للحركة القومية الهندية. إلا أن فترة الديمقراطية هذه انتهت في عام 1960 وأدخل نظام حكومة بانتشايات، وهو ما أطاح بالمؤسسات الديمقراطية التي أقيمت مؤخرًا وحظر الأحزاب السياسية وفرض قيودًا على بعض أشكال حرية التعبير.
أفضت احتجاجات الطلاب في عام 1979 إلى استفتاء حول وجهة النظام السياسي أسفر عن تكيفات بسيطة لنظام اللا أحزاب القائم، وفي بعض الأوقات زاد من السيطرة التنفيذية على المعارضة. وأفضت فترة من الخلافات الاقتصادية مع الهند والقمع المتزايد في نيبال إلى حركة الشعب لعام 1990 التي تمكنت من إعادة تأسيس ديمقراطية متعددة الأحزاب ضمن إطار ملكية دستورية.
حتى عام 2001، تحقق تقدم في الأوضاع السياسية والاقتصادية على الرغم من الفساد والمحسوبية واندلاع تمرد ماوي تطور إلى حرب أهلية في كافة أرجاء البلاد بين المتمردين الماويين وحكومة نيبال. في أعقاب اغتيال العائلة الملكية النيبالية، تولى الملك جيانندرا السيطرة على الحكومة وحكم حتى عام 2006 عبر قانون طوارئ قمع من خلاله وسائل الإعلام والمجتمع المدني في كافة أرجاء البلاد. أفضت احتجاجات واسعة ترأسها ائتلاف ضم 7 أحزاب نيبالية إلى جانب الماويين إلى استقالة الملك وإعادة تفعيل البرلمان، والإطاحة بالملكية وتحويل نيبال إلى جمهورية فيدرالية، مما وضع نهاية للحرب الأهلية في البلاد.

## سلالة رانا
بصفتها واحدة من أقدم الدول الأمم في الإقليم، وُحدت نيبال على يد سلالة شاه وحكمت منذ ذلك الحين من قبل عائلة رانا الملكية بعد انقلاب وضع جونغ باهادور كونوار رئيسًا للوزراء، وفي وقت لاحق ماهاراجا على كاسكي ولامجونغ. خلال القرن التاسع عشر، دخلت تطلعات نيبال التوسعية في صراع مع الإمبراطورية البريطانية وشركة الهند الشرقية البريطانية، وبلغ هذا الأمر ذروته في الحرب الإنجليزية النيبالية بين عامي 1814 و1816.
انتهت الحرب في خاتمة المطاف من خلال معاهدة سوغاولي في 4 من شهر مارس من عام 1816 التي رسمت الحدود الإقليمية الحالية لنيبال. وبذلك وفرت هذه المعاهدة على نيبال استعمارًا مشابهًا للاستعمار الذي رزحت تحته الدول المجاورة. على امتداد فترة حكم سلالة شاه مر المجتمع بفترة سنسكرتة أسست للهيمنة الثقافية والاقتصادية والسياسية للإثنية الهندوآرية، ولا سيما إثنيتي الباهون وتشيتري الذي جعلوا خاس خورا، التي عرفت لاحقًا باللغة النيبالية، كلغة رسمية للدولة.

## الحركة الديمقراطية لعام 1951
شهد منتصف القرن العشرين صعود نخبة متعلمة في نيبال نظرًا إلى توسع في النظام التعليمي للبلاد أسفر عن ارتفاع في معدلات محو الأمية ومستويات نيل تعليم عالي مرتفعة في البلاد. بعد استقلال الهند، أسست أحزاب سياسية وانخرطت في كفاح منظم ضد ملكية رانا في نيبال المجاورة. تأسس الحزب الشيوعي النيبالي في عام 1949 مع هدف إقامة الديمقراطية وجمهورية الشعب. خلافًا لذلك، تأسس حزب المؤتمر النيبالي، عرف لاحقًا بالمؤتمر النيبالي، في عام 1947 ونال دعمًا من الحزب الشيوعي النيبالي لإطلاق ثورة مسلحة ضد ملكية رانا. وافقت العائلة الملكية والمؤتمر النيبالي، تحت ضغط كبير محليًا ودوليًا، على قيادة انتقال ديمقراطي سلمي وثابت عرف بتسوية دلهي لعام 1951. نصبت حكومة انتقالية ضمن إطار ملكية دستورية، وفاز بالانتخابات حزب المؤتمر النيبالي الذي كان لاعبًا رئيسيًا في الإطاحة بنظام رانا وارتكز على أسس اجتماعية ديمقراطية. في شهر ديسمبر من عام 1960 حل الملك ماهندرا البرلمان وأقر حظرًا للأحزاب السياسية وسجنت الشرطة أعضاء الأحزاب السياسية وأعضاء الحكومة الوطنية.

## عهد بانتشايات
أدخل الملك نظام حكم البانتشايات الذي أعاد هيكلة السلطة السياسية لانتخابات الملك عبر إجراء انتخابات مباشرة على مستوى جماعي. وفي حين ضمنت حرية التعبير بصورة رسمية عبر تشريع بانتشايات، فإنها قُيدت عن طريق عدد من القوانين الملكية، من بينها تشريع العيب في الذات الملكية الذي منع انتقاد العائلة الملكية. أعادت الإصلاحات السياسية هيكلة استقلال البرلمان وسلطته وحدت منهما مع نيل الملك سلطة تنفيذية. وكان ولاء الممثلين السياسيين للملكية خاضعًا لرقابة وكان التمثيل السياسي ضئيلًا. بلغ السخط الشعبي ذروته في عام 1979 في احتجاجات طلابية أفضت إلى استفتاء حول مستقبل نظام بانتشايات أسفر عن الاحتفاظ بنظام البانتشايات مع إصلاحات مؤسساتية بسيطة.

## جانا أندولان 1990
في أعقاب خلاف تجاري مع الهند نجم عنه ارتفاع في الأسعار ونقص في البضائع الاستهلاكية قاد ائتلاف من 7 فصائل سياسية والمؤتمر النيبالي عملية إعادة إدخال الديمقراطية إلى نيبال. في شهر أبريل من عام 1990، أطلق طلاب ومنظمات حقوقية ونقابات مهنية احتجاجات أدت إلى إغلاق الجامعات والمدارس. بلغت الاحتجاجات ذروتها في أول جانا أندولان، أو حركة الشعب، التي مارست ضغوطًا على الملك ليعيد إدخال ديمقراطية متعددة الأحزاب ضمن إطار ديمقراطية دستورية. أعلن دستور نيبال أن نيبال دولة هندوسية واللغة النيبالية كلغة رسمية على الرغم من التعدد الديني واللغوي لسكان نيبال. عززت استعادة الديمقراطية في نيبال تحولًا إلى سياسات حكومية نيوليبرالية روجت للبرلة الاقتصاد مثل التخلص من التحكم بالأسعار والخصخصة وإدخال إمكانية تحويل العملة المحلية.

## الحرب الأهلية النيبالية
كانت الحرب الأهلية النيبالية، أو حرب الشعب، نتيجة لتعطل مفاوضات السلام بين الحكومة الديمقراطية والجناح شبه العسكري للحزب الشيوعي النيبالي (ماوي). أسفرت الحرب عن حشد نحو 30 ألف مقاتل من المتمردين وتسببت بمقتل نحو 13 ألف شخص دون احتساب آلاف آخرين. شهد العقد الأول للديمقراطية في نيبال اضطرابات بسبب التغيرات المتكررة في الحكومة والصراعات داخل الأحزاب والفساد. بقيت إثنيتا البراهمين وتشيتري تسيطران على السياسة مع انخفاض في تمثيل الأقليات الإثنية والنساء.
بعد الانتقال إلى الملكية الدستورية في عام 1991 بقيت نيبال واحدة من أقل الدول تطورًا إذ احتلت المرتبة 113 من أصل 130 دولة على مؤشر التنمية البشرية. أسفرت الانتخابات العامة في عام 1999 عن نصر للمؤتمر النيبالي، وهو ما كان بداية 4 أعوام من الاستقرار السياسي. وأفضى حل مجلس النواب لانتخابات منتصف الولاية لعام 1994 إلى برلمان معلق أنشأ 8 ائتلافات حكومية غير مستقرة خلال 5 أعوام. في أعقاب انشقاق جبهة الشعب الموحدة إلى جناح معترف به وآخر غير معترف به، بقيادة بوسبا كامال داهال، قوطعت الانتخابات وأطلق تمرد مسلح. قدمت إلى الحكومة مطالب بجعل نيبال جمهورية فيدرالية، والإطاحة بذلك بالملكية وتشكيل حكومة مؤقتة وإقامة جمعية تأسيسية.
في 13 من شهر فبراير من عام 1996 أعلنت حرب الشعب ردًا على فشل الحكومة الواضح في تلبية مطالب المتمردين. في 1 من شهر يونيو من عام 2001، ارتكبت مجزرة ضد العائلة الملكية، الأمر الذي ابتدأ تتويج جيانندرا كملك. في 25 نوفمبر من عام 2001 خرقت هدنة بين المتمردين الماويين والحكومة بعد تزايد في الهجمات العنيفة ضد الشرطة والجيش. كان ذلك السبب وراء إعلان قانون الطوارئ وإقرار مرسوم النشاطات الإرهابية والتخريبية (السيطرة والعقاب) (تادو). صنف تادو الماويين كإرهابيين ونشر الجيش الملكي النيبالي ضدهم.
في أعقاب المواجهات السياسية بين أعضاء مجلس النواب والملك جيانندرا، علقت عدة مواد دستورية، ولا سيما تلك التي تتعلق بحرية التعبير والصحافة والتنقل وحق الاحتجاج السلمي. بقيت حكومة ديوبا رئيس الوزراء آنذاك في عملها وحكمت من خلال مراسيم حكومية إلى أن أقالها جيانندرا بسبب عدم قدرتها على إجراء انتخابات وسحق التمرد الماوي.
حل محل ديوبا لوكندرا باهادور، وهو سياسي سابق في نظام بانتشايات وملكي نيبالي فشل في التفاوض على معاهدة سلام مع الماويين وواجه صعود الحركة الشعبية المؤيدة للديمقراطية التي انضمت إليها أحزاب سياسية نيبالية رئيسية، من بينها المؤتمر النيبالي والحزب الشيوعي النيبالي (الماركسي اللينيني الموحد) وحزب راشتريا براجاتانترا وحزب المؤتمر النيبالي (الديمقراطي) وجبهة اليسار الموحدة وحزب العمال والفلاحين النيبالي.
بعد إعادة تعيين ديوبا رئيسًا للوزراء خرج المؤتمر النيبالي (الديقمراطي) والحزب الشيوعي النيبالي (الماركسي اللينيني الموحد) وحزب راشتريا براجاتانترا من الحركة المدنية وانضمت إلى الحكومة. عدل مرسوم تادو مرة أخرى وساهم في أرقام نيبال القياسية في الاختفاء القسري مجهول السبب في عامي 2002 و2003 (مالاغودي ص 187).